# Len Tolhurst
Leonard „Len” Roy Tolhurst (ur. 7 lipca 1926 w Kelmscott, zm. 21 lipca 2011) – australijski strzelec, olimpijczyk. 
W czasie II wojny światowej służył jako starszy szeregowy (ang. leading aircraftman) w Royal Australian Air Force. Powołany do sił powietrznych Australii 31 października 1944 roku, zaś w stan spoczynku przeszedł 3 kwietnia 1946 roku.
Wystąpił na igrzyskach olimpijskich w Melbourne (1956), gdzie pojawił się w jednej konkurencji. Zajął ósme miejsce w pistolecie dowolnym z 50 metrów (startowało 33 zawodników). Był to najlepszy wynik, jaki osiągnęli australijscy strzelcy na igrzyskach w Melbourne.

## Wyniki olimpijskie
| Igrzyska | Konkurencja            | Wynik                        | Miejsce | Źródło |
| -------- | ---------------------- | ---------------------------- | ------- | ------ |
| IO 1956  | Pistolet dowolny, 50 m | 541 pkt. (94-90-92-84-91-90) | 8       | [ 3 ]  |